# Vladimir Sokoloff
Vladimir Sokoloff, właśc. Władimir Aleksandrowicz Sokołow, ros. Владимир Александрович Соколов (ur. 26 grudnia 1889 w Moskwie, zm. 15 lutego 1962 w Los Angeles) – amerykański aktor filmowy i teatralny pochodzenia rosyjskiego.

## Biografia
Vladimir Sokoloff urodził się w Moskwie w 1889 roku. Był wychowywany w dwujęzycznej, niemiecko-rosyjskiej rodzinie. Studiował na Moskiewskim Uniwersytecie Państwowym, a następnie aktorstwo w Rosyjskim Uniwersytecie Sztuki Teatralnej, który ukończył w 1913. Był uczniem Konstantina Stanisławskiego. W 1923 roku podczas tournée po Niemczech, na propozycję Maxa Reinhardta, odłączył się od swojej trupy i pozostał w tym kraju. Przez następne kilka lat występował na deskach teatrów berlińskich. Wtedy również zaczął grać w filmach – debiutował w 1926 roku epizodem w filmie Die Abenteuer eines Zehnmarkscheines Bertholda Viertela. Ponieważ miał żydowskie pochodzenie, wraz ze wzrostem wpływów nazistów w Niemczech, w 1932 roku przeniósł się do Paryża, a następnie wyemigrował do USA (1937). Ze względu na słabą znajomość angielskiego początkowo grywał w epizodach. Jednak po szybkim pokonaniu bariery językowej zaczął występować na deskach Broadwayu, na których był obecny aż do roku 1950. Od początku lat 40. zaczął ponownie występować w filmach, a w latach 50. w telewizji. 
W swojej pięćdziesięcioletniej karierze wystąpił łącznie w ponad stu filmach i serialach TV, obrazach znanych reżyserów, u boku gwiazd światowego kina. Najczęściej był obsadzany w drugoplanowych rolach autochtonów, o polsko-rosyjsko brzmiąco nazwiskach. W sumie w swoich rolach zagrał aż 35 różnych narodowości. Do końca życia pozostawał aktywnym aktorem – premiery dwóch ostatnich filmów z jego udziałem miały miejsce już po jego śmierci.
Zmarł na udar mózgu w swoim domu podczas snu. 

## Filmografia
- 1926 Die Abenteuer eines Zehnmarkscheines – Rag Collector
- 1927 Der Sohn der Hagar – Poleto
- 1927 Miłość Joanny Ney – Zacharkiewicz
- 1928 Die weiße Sonate – Dinas Vater
- 1929 Das Schiff der verlorenen Menschen – Grisza
- 1929 Katharina Knie – klaun Julius
- 1930 Front Zachodni – ordynans
- 1930 Moral um Mitternacht – strażnik
- 1930 Pożegnanie – "Baron"
- 1930 Liebling der Götter – Boris Jussupoff
- 1930 Das Flötenkonzert von Sans-souci – rosyjski poseł
- 1931 Opera za trzy grosze – więzień Smith
- 1931 Niemandsland – Lewin
- 1932 Atlantyda – graf Bielowski
- 1932 Gehetzte Menschen – Trödler
- 1933 Don Kiszot – król cyganów
- 1933 Na ulicy – ojciec Schlamp
- 1933 Z góry na dół – pan Berger
- 1934  Fürst Woronzeff – baron Dobbersberg
- 1934 Fürst Woronzeff – Petroff
- 1936 Życie należy do nas – starzec w finałowym pochodzie
- 1936 Mayerling – szef policji
- 1936 Sous les yeux d'Occident – rektor
- 1936 Mister Flow	– Mister Flow
- 1936 Ludzie z zaułka Les – paser Kostyliew
- 1937 Życie Emila Zoli – Paul Cézanne
- 1937 Wyspa skazańców 	– "Latający Holender"
- 1937 Pani Walewska – umierający żołnierz
- 1937 Żółty pirat – gen. Chow Fu-Shan
- 1937 Expensive Husbands –	Andrew Brenner
- 1937 Beg, Borrow or Steal – Sasza
- 1938 Powrót Arsene'a Lupina – Ivan Pavloff
- 1938 Blokada – Basil
- 1938 Dr Clitterhouse – Popus
- 1938 Zew Północy – Dimitri
- 1938 Ride a Crooked Mile - Glinka
- 1939 Juarez – Camilo
- 1939 Synowie wolności – Jacob
- 1939 Pokonać strach – Datu
- 1940 Towarzysz X – Michael Bastakoff
- 1941 Love Crazy – dr Klugle
- 1942 Crossroads – Carlos Le Duc
- 1942 Droga do Maroka – Hyder Khan
- 1943 Misja do Moskwy 	– Kalinin
- 1943 Mr. Lucky – 	grecki duchowny
- 1943 Komu bije dzwon – Anselmo
- 1944 Pieśń o Rosji – Aleksandr Mieszkow
- 1944 Droga do Marsylii – dziadek
- 1944 Till We Meet Again – Cabeau
- 1944 Konspiratorzy – Miguel
- 1945 Królewski skandal – Malakow
- 1945 Powrót do Bataan – Señor Buenaventura J. Bello
- 1945 Paris Underground – właściciel zakładu pogrzebowego
- 1945 Szkarłatna ulica – LeJon
- 1946 Two Smart People – Monsieur Jacques Dufour
- 1946 A Scandal in Paris – wujek Hugo
- 1946 W tajnej misji – Polda
- 1948 To the Ends of the Earth – Lum Chi Chow
- 1950 The Baron of Arizona – Pepito
- 1952 Makao –	Kwan Sum Tang
- 1956 Gdy miasto śpi – George "Pop" Pilski
- 1957 Sabu i magiczny pierścień – stary fakir
- 1957 Istanbul – Aziz Rakim
- 1957 Monster from Green Hell – dr Lorentz
- 1957 Byłem nastoletnim wilkołakiem – Pepi
- 1957 Sabu i magiczny pierścień – stary fakir
- 1958 Alfred Hitchcock przedstawia – wujek Fernaud
- 1958 Twilight for the Gods –	Feodor Morris
- 1959 Peter Gunn – Victor Majeski
- 1960 - 61 Nietykalni – Sam/Stanley Tannenbaum
- 1960 Man on a String – ojciec Mitrowa
- 1960 Beyond the Time Barrier – Supreme
- 1960 Siedmiu wspaniałych – stary człowiek
- 1960 Cimarron – Jacob Krubeckoff
- 1961 Mr. Sardonicus – Henryk Toleslawski
- 1961 - 62 Strefa mroku – Sam/Stanley Tannenbaum
- 1962 Ucieczka z Zahrainu – Abdul
- 1962 Taras Bulba – stary Stiepan

i in.  